# Krist Novoselic
Krist Anthony Novoselic (ur. 16 maja 1965 w Compton w Kalifornii) – amerykański muzyk rockowy, były basista zespołu Nirvana, aktualnie basista zespołu Giants In The Trees.

## Życiorys
Jego rodzice byli emigrantami z Chorwacji. Po opuszczeniu ojczyzny zamieszkali w Aberdeen – rodzinnym mieście Kurta Cobaina. Tak jak on, Novoselic również miał problemy w szkole. Jego ulubionym rodzajem muzyki był punk rock, co nie podobało się części rówieśników, którzy naśmiewali się z Krista. Cobain dowiedział się o Novoselicu dzięki jego bratu, zupełnie przypadkiem.
Po rozpadzie Nirvany w 1994 roku Novoselic zaczął angażować się w politykę (miał być kandydatem na wicegubernatora stanu Waszyngton z ramienia Partii Demokratycznej), organizował również muzyczne happeningi.
W 1995 roku założył wraz z wenezuelską wokalistką Yvą Las Vegas zespół Sweet 75, który wydał w 1997 roku jedyną płytę. Następnie Novoselic porzucił zawód muzyka, by zaangażować się w pełni w działalność polityczną, jednak ostatecznie w październiku 2006 r. dołączył do reaktywowanego po 13 latach zespołu Flipper jako basista.
Od 2016 roku gra na basie i występuje we własnym zespole – Giants In The Trees.

## Filmografia
| Tytuł                   | Rok  | Rola        | Uwagi                                      | Źródło |
| ----------------------- | ---- | ----------- | ------------------------------------------ | ------ |
| Sound City              | 2013 | jako on sam | film dokumentalny, reżyseria: Dave Grohl   | [ 1 ]  |
| Cobain: Montage of Heck | 2015 | jako on sam | film dokumentalny, reżyseria: Brett Morgen | [ 2 ]  |